# Sophie Hagman
Pour les articles homonymes, voir Hagman.
Sophie Hagman est une danseuse suédoise née à Eskilstuna le 31 décembre 1758 et morte à Stockholm le 6 mai 1826. 
Elle dansa au Ballet royal suédois et fut la maîtresse du prince Frédéric-Adolphe de Suède de 1778 à 1793, dont elle eut une fille, Sophie-Frédérique.